# Premature Ejaculation
Premature Ejaculation war eine US-amerikanische Industrial-Band, die 1981 in Kalifornien von Rozz Williams und Ron Athey gegründet wurde.

## Geschichte
Die Band entstand im Zusammenhang des Zerwürfnisses von Rozz Williams mit seiner Band Christian Death. Premature Ejaculation benutzten keine konventionellen Instrumente. Bei Live-Auftritten zelebrierten die Mitglieder provokante Theatereinlagen, wie das Verspeisen einer überfahrenen Katze. Die Bandgeschichte endete 1998, als ihr Sänger Rozz Williams einen Suizid verübte.

## Diskografie
- PE – Pt.1 (1981)
- PE – Pt.2 (1981)
- A Little Hard to Swallow
- Living Monstrocities / Descent
- Body of a Crow (1986)
- Death Cultures (1987)
- Assertive Discipline (1988)
- Death Cultures III (1988)
- Night Sweats (1988)
- Blood Told in Spine (1991)
- Blue Honey / Pigface Show & Tell (1988)
- Anesthesia (1992)
- Necessary Discomforts (1993)
- Estimating the Time of Death (1994)
- Dead Horse Riddles (1994)
- Wound of Exit (1998)
- 6 (2001)

Video releases
- Death Cultures III (1988)
- Not the Real Criminal (1989)
- The End Is Here (1989)